# Dan Swanö

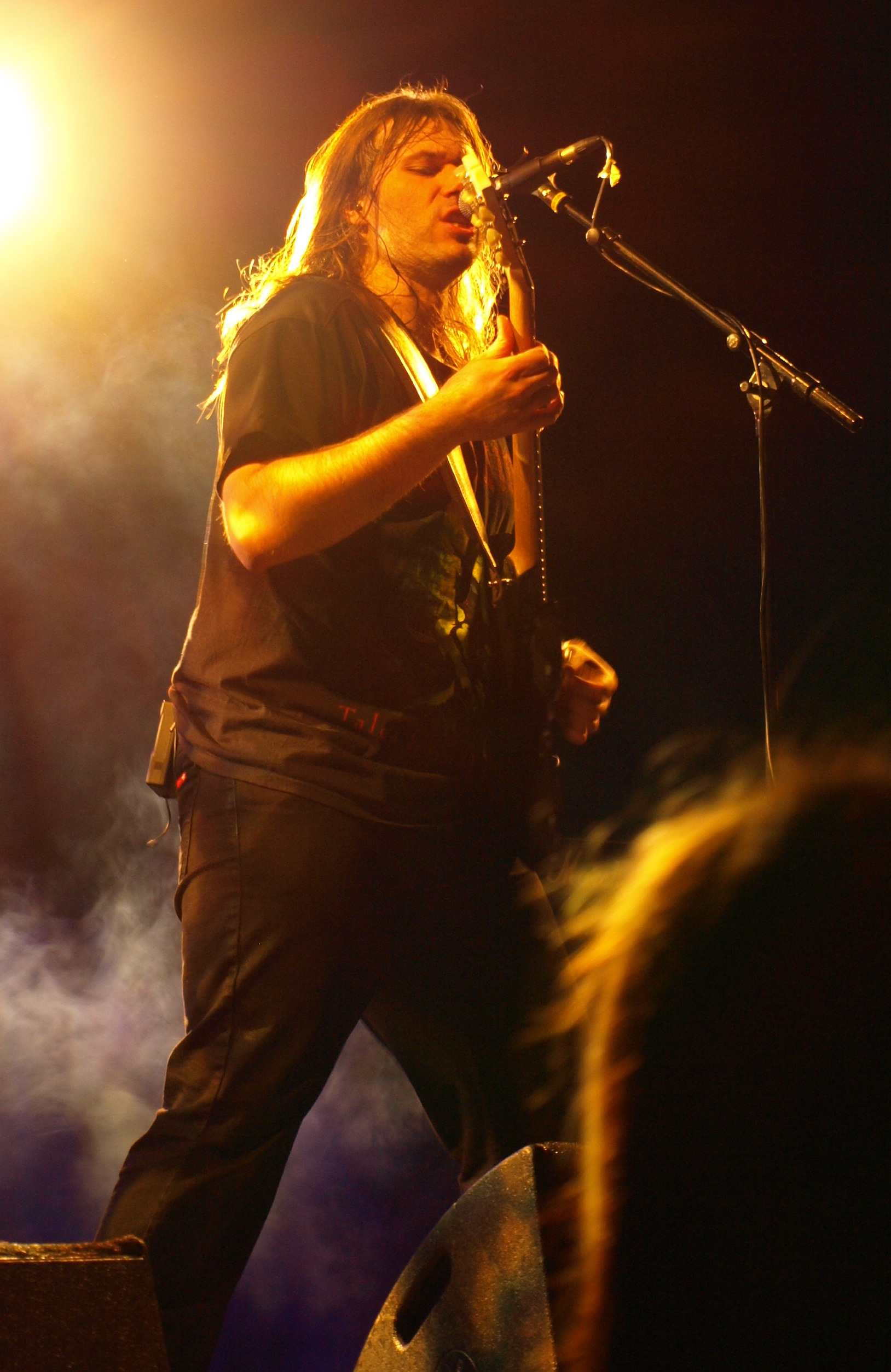
Dan Swanö live im Nosturi, März 2008

Dan Swanö (* 10. März 1973 in Finspång) ist ein schwedischer Musikproduzent, Sänger, Gitarrist, Bassist, Schlagzeuger und Keyboarder. Er wird als äußerst einflussreich in den Bereichen Death Metal, Progressive Metal und Progressive Rock angesehen.

## Karriere
Swanö war Mitglied in einer Vielzahl von Bands. Er spielte für Edge of Sanity, Nightingale, Pan.Thy.Monium, Brejn Dedd, Unicorn, Infestdead, De Infernali und Route Nine. Als Schlagzeuger spielte er bei Katatonia und Bloodbath und betätigte sich auf Theli als Sänger für Therion.
Im Jahr 2001 veröffentlichte Dan Swanö unter dem Bandnamen Karaboudjan die Konzept-EP Sbrodj, welche inhaltlich auf den Tim-und-Struppi-Comics von Hergé basiert. Die drei Stücke, deren Stilrichtung vom Webmagazin Avantgarde Metal als Swanical Stoned Sludge Space-Rock bezeichnet wird, sind nach den Comicalben Flug 714 nach Sydney, Die Schwarze Insel und Der geheimnisvolle Stern benannt; als Bandmitglieder werden im Booklet Figuren aus den Comics angegeben, so Dr. Krollspell oder General Alcazar.
In seinem Unisound-Studio produzierte Swanö unter anderem Alben von Marduk, Opeth, Dissection, Katatonia, Diabolical Masquerade, Fall of Serenity, Misery Speaks und Dark Funeral. Er erklärte später, er habe nie Produzent werden wollen, es sei einfach passiert. Die Musiker in seinem Umfeld hätten sich arrangiert, dass er sie produziere, und er habe deswegen seine Anstellung kündigen müssen. Im Jahr 1993 wurde das Studio zu seiner einzigen Aktivität. Außerdem wurde sein Studio nur noch von Black-Metal-Bands aufgesucht, die er als langweilige Kopien von Marduk und Dissection empfand und die deren Klang wollten, ohne deren Talent zu besitzen. Die für Swanö interessanteren Bands wiederum gingen wegen besserer Budgets in größere Studios wie Peter Tägtgrens Abyss-Studio. Außerdem ließ seine Arbeit ihm keine Freiheit und Zeit für die Familie mehr. Er stellte dann seine Arbeit als Produzent vorübergehend ein und verkaufte Instrumente in einem Musikladen. Einige Jahre später trat er jedoch wieder gelegentlich als Produzent in Erscheinung und mischte und masterte v. a. weiter zahlreiche Alben in seinem Studio

## Diskographie
mit Edge of Sanity
- siehe Edge of Sanity Diskografie

mit Pan.Thy.Monium
- siehe Pan.Thy.Monium Diskografie

mit Darkified
- 1991: Dark (Demoaufnahme)
- 1992: Sleep Forever… (Single)
- 1995: A Dance on the Grave (EP)

mit Katatonia
- 1992: Jhva Elohim Meth (Demoaufnahme)
- 1999: Tonight’s Decision
- 2007: Discouraged Ones (Wiederveröffentlichung)

mit Altar
- 1992: Ex oblivione / The Fragile Concept of Affection (Split mit Cartilage)

mit Unicorn
- 1993: Ever Since
- 1995: Emotional Wasteland

mit Godsend
- 1993: As The Shadows Fall
- 1995: In the Electric Mist
- 1997: A Wayfarers’ Tears

mit Overflash
- 1993: Threshold to Reality

mit Necrony
- 1994: Necronycism: Distorting the Originals (EP)

mit Ghostorm
- 1995: Frozen in Fire

mit Nightingale
- siehe Nightingale Diskografie

mit Therion
- 1996: Theli
- 1997: A’arab Zaraq – Lucid Dreaming (Best-of)

mit Fermenting Innards
- 1996: Myst

mit Vinterland
- 1996: Welcome My Last Chapter

mit Infestdead
- 1996: Killing Christ (EP)
- 1997: Hellfuck
- 1999: JesuSatan
- 2000: Hellfuck/Killing Christ (Zusammenstellung)
- 2007: Split mit Darkcide

mit Under Black Clouds
- 1996: As Darkness Falls

mit Exhumation
- 1997: Seas of Eternal Silence

mit Diabolical Masquerade
- 1997: The Phantom Lodge
- 1998: Nightwork
- 2001: Death’s Design: Original Motion Picture Soundtrack

als Dan Swanö
- 1998: Moontower

mit Bombshell Rocks
- 1998: Street Art Gallery

mit Odyssey
- 1999: Odyssey

mit Swanö/Tägtgren
- 1999: Country Girl auf Holy Dio – A Tribute to the Voice of Metal: Ronnie James Dio

mit Bloodbath
- 2000: Breeding Death (EP)
- 2002: Resurrection Through Carnage
- 2004: Nightmares Made Flesh
- 2008: The Wacken Carnage (Live-Album)

mit Eternal Tears of Sorrow
- 2000: Chaotic Beauty

mit Karaboudjan
- 2001: Sbrodj

mit Arjen Anthony Lucassen’s Star One
- 2002: Space Metal
- 2010: Victims of the Modern Age

mit Pain
- 2002: Nothing Remains the Same
- 2005: Nothing (Single)

mit Hypocrisy
- 2004: The Arrival

mit Ribspreader
- 2005: Congregating the Sick

mit Mountain of Power
- 2006: Mountain of Power

mit Threshold
- 2007: Dead Reckoning

mit Darkcide
- 2007: Split mit Infestdead

mit Merciless
- 2007: Unbound

mit Demiurg
- 2007: Breath of the Demiurg

mit Heaven Shall Burn
- 2008: Iconoclast

mit Barren Earth
- 2009: Our Twilight (EP)

mit Total Terror
- 2009: Total Terror

mit Burden of Grief
- 2010: Follow the Flames

mit Another Perfect Day
- 2010: The Gothenburg Post Scriptum
- 2012: Four Songs for the Left Behind

mit Novembers Doom
- 2011: Aphotic

mit Witherscape
- 2013: The Inheritance
- 2014: The New Tomorrow (EP)
- 2016: The Northern Sanctuary